# Эрдестан
Эрдеста́н (перс. اردستان‎) — город в центральном Иране, в провинции Исфахан. Административный центр одноимённого шахрестана.

## География
Город находится в центральной части Исфахана, в предгорьях хребта Кергес. Абсолютная высота — 1238 метров над уровнем моря.
Эрдестан расположен на расстоянии приблизительно 85 километров к северо-востоку от Исфахана, административного центра провинции и на расстоянии 260 километров к юго-юго-востоку (SSE) от Тегерана, столицы страны.

## Население
По данным переписи, на 2006 год численность населения города составляла 14 698 человек; в национальном составе преобладают персы (носители одного из центральноиранских диалектов эрдестани).

## Транспорт
Ближайший гражданский аэропорт — Международный аэропорт Исфахана.

## Достопримечательности
Наиболее известной достопримечательностью города является Пятничная мечеть, возведённая в середине XII века, в период правления династии Сельджукидов.